# Pippenalia delphiniifolia
Pippenalia delphiniifolia là một loài thực vật có hoa trong họ Cúc. Loài này được (Rydb.) McVaugh miêu tả khoa học đầu tiên năm 1972.